# Beta Virginis
Désignations
Beta Virginis (β Vir ; Bêta de la Vierge) dans la Désignation de Bayer est une étoile de la constellation de la Vierge située à 36 années-lumière de la Terre.

## Nomenclature
Zavijava est le nom aujourd’hui retenu par l'Union astronomique internationale (UAI). Il fut introduit sous cette forme, qui porte la marque des transcriptions latines dues à des italianophones, par Giuseppe Piazzi (1814) à partir de la transcription Zawiyat AlAuwá donnée par Thomas Hyde (1665) dans sa traduction du traité d'al-Tīzīnī ‘l-Muwaqqit (1533), en annexe de celle du یجِ سلطانی Zīğ-i Sulṭānī ou « Tables sultaniennes » d’Uluġ Bēg (1437) du traité d’Uluġ Bēg (1437).
C’est à l’origine l’arabe زاوية العواء Zāwiya al-ᶜAwwā’, littéralement « l’Angle du Hurleur », sachant qu'al-ᶜAwwā’, littéralement « le Hurleur », désigne le groupe βηγδε Vir, lequel se présente sous la forme d’un angle ouvert, et qui constitue la XIIIe  manāzil al-qamar ou « stations lunaires.

## Propriétés
Beta Virginis est une naine jaune-blanc de type spectral F9 V ; sa taille est de 66 % et sa masse de 25 % supérieure à celle du Soleil. Cette étoile faisait partie des 100 étoiles comprises dans le projet Terrestrial Planet Finder de la NASA qui a pour objectif de détecter et d'étudier des planètes telluriques.
Beta Virginis a été utilisée durant l'éclipse solaire du 21 septembre 1922 (en) pour confirmer la théorie d'Albert Einstein en déterminant la vitesse de la lumière par la mesure de son déplacement apparent du fait de la masse du Soleil.
Se situant près de l'écliptique, elle peut être occultée par la Lune et plus rarement par les planètes. Elle sera occultée par Vénus le 9 novembre 2210.

## Dans la fiction
L'étoile est citée dans le roman Tau Zéro de Poul Anderson, dans lequel un vaisseau spatial est envoyé en direction de cette étoile afin que les humains colonisent une planète dans son système. 